# Tylophora henryi
Tylophora henryi là một loài thực vật có hoa trong họ La bố ma. Loài này được Warb. miêu tả khoa học đầu tiên năm 1907.